# Placa de Phoenix

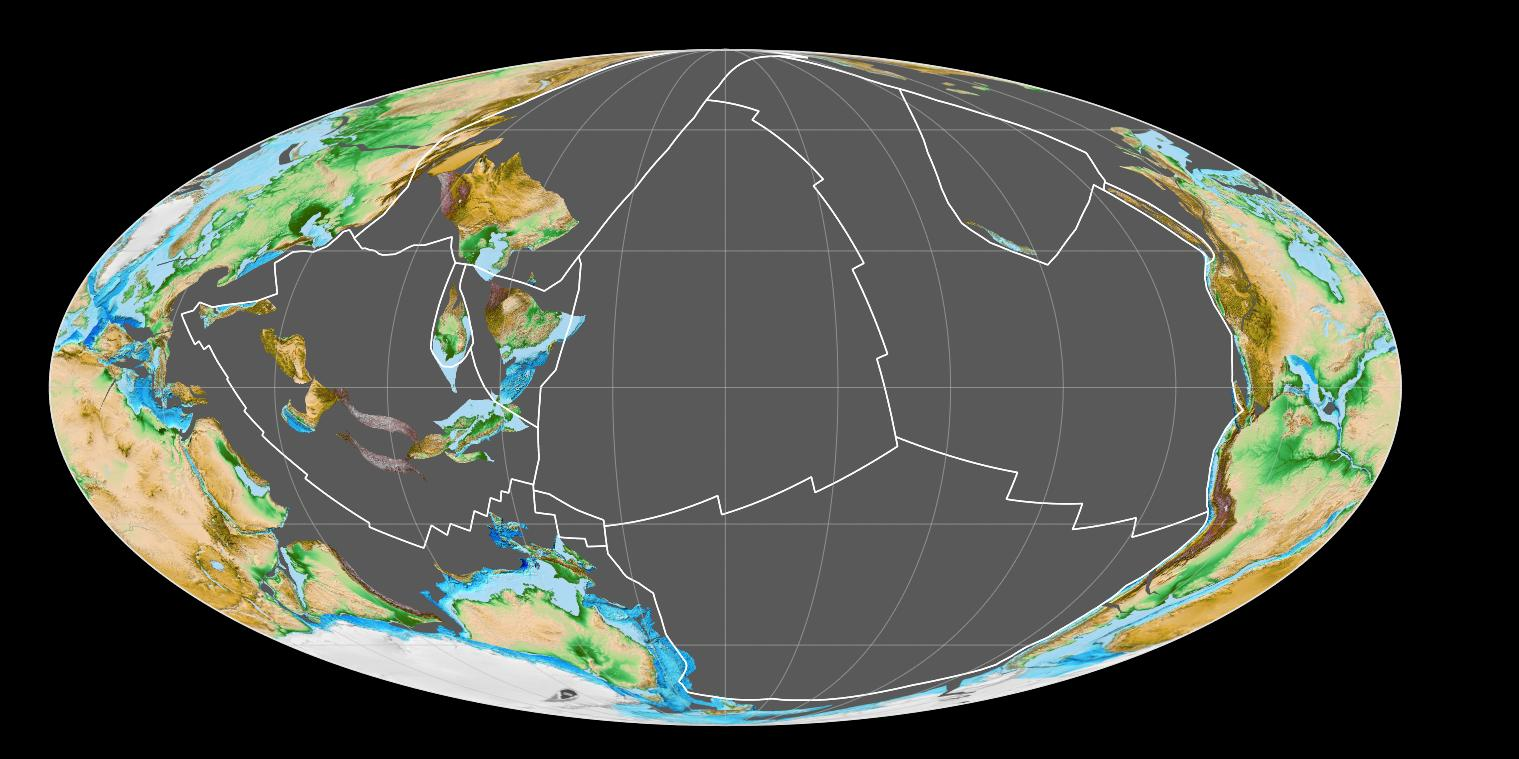
El océano Panthalassa hace 250 millones de años, mostrando la placa Fénix en el sur, la placa Farallón en el noreste y la placa Izanagi en el noroeste.

La placa de Phoenix (también conocida como placa de Aluk o placa de Drake) fue una placa tectónica que existió durante el Paleozoico temprano hasta el Cenozoico tardío. Formó una triple unión con las placas de Izanagi y Farallón en el océano Panthalassa hace unos 410 millones de años, tiempo durante el cual la placa de Phoenix se subdujo bajo el este de Gondwana.
Hacia el Jurásico Tardío-Cretácico Inferior hace 150 a 130 millones de años, la placa del Pacífico surgió de la triple unión Izanagi-Farallón-Phoenix, lo que a su vez resultó en la creación de las triples uniones Izanagi-Pacífico-Phoenix y Farallón-Pacífico-Phoenix. La subducción cesó al este de Australia alrededor de hace 120 millones de años, tiempo durante el cual se formó un límite transformante/transpresional. Este límite con la placa de Phoenix duró hasta aproximadamente 80 millones de años atrás, cuando la placa continuó descendiendo hacia el sur como resultado de la subducción del Cretácico superior bajo la península Antártica.
Durante el Cretácico tardío o el Cenozoico temprano, la parte suroeste de la placa de Phoenix se fragmentó en la placa de Charcot, de la misma manera en que se formaron las placas de Rivera y de Cocos por la fragmentación de la placa de Farallón.
La dorsal Antártica-Phoenix, una dorsal oceánica entre las placas Antártica y de Phoenix, se inició después del Cretácico tardío hasta el Cenozoico temprano cuando la placa de Phoenix tenía bordes divergentes con las placas de Bellingshausen y del Pacífico en el suroeste del océano Pacífico. Hace alrededor de 52,3 millones de años se produjo una disminución importante en la tasa de propagación de la dorsal Antártica-Phoenix y la tasa de convergencia de la placa de Phoenix con la placa Antártica, seguido por la subducción de un segmento de la dorsal entre hace 50 y 43 millones de años.
Aunque la subducción activa ocurrió durante más de 100 millones de años, se detuvo o disminuyó drásticamente alrededor de hace 3,3 millones de años cuando cesó la expansión del fondo marino en la dorsal Antártica-Phoenix, dejando un pequeño remanente de la antigua placa de Phoenix incorporada a la placa Antártica. Este remanente subyace al suroeste del pasaje de Drake y está rodeado por la zona de fractura de Shackleton en el noreste, la zona de fractura de Hero en el suroeste, la fosa de las Shetland del Sur en el sureste y la extinta dorsal Antártica-Phoenix en el noroeste.